# 内勒
内勒（法語：Nesle，法語發音：[nɛl]）是法国上法蘭西大區索姆省的一个市镇，属于佩罗讷区。

## 地理
内勒（49°45'29"N, 2°54'36"E）面积7.72 平方千米，位于法国上法蘭西大區索姆省，该省份为法国北部沿海省份，北起加来海峡省和北部省，西接滨海塞纳省和大西洋英吉利海峡，南至瓦兹省，东临埃纳省。
与内勒接壤的市镇（或旧市镇、城区）包括：比扬库尔、屈尔希、埃尔利、朗格瓦桑-基克里、梅尼勒圣尼凯斯、大鲁伊、小鲁伊。
内勒的时区为UTC+01:00、UTC+02:00（夏令时）。

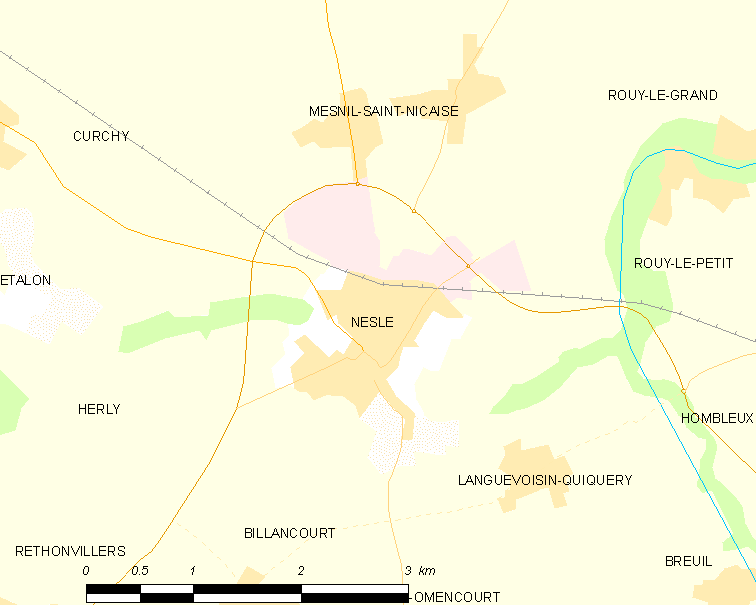
内勒的OSM定位图

## 行政
内勒的邮政编码为80190，INSEE市镇编码为80585。

## 政治
内勒所属的省级选区为阿姆县。

## 人口

1962-2008年间内勒人口变化图示

内勒于2022年1月1日时的人口数量为2296人。